# Dendropsophus coffeus
Dendropsophus coffeus é uma espécie de anfíbio da família Hylidae.
Pode ser encontrada nos seguintes países: Bolívia e possivelmente em Peru.
Os seus habitats naturais são: florestas subtropicais ou tropicais húmidas de baixa altitude e marismas de água doce.
Está ameaçada por perda de habitat.